# Kunstakademie Vilnius

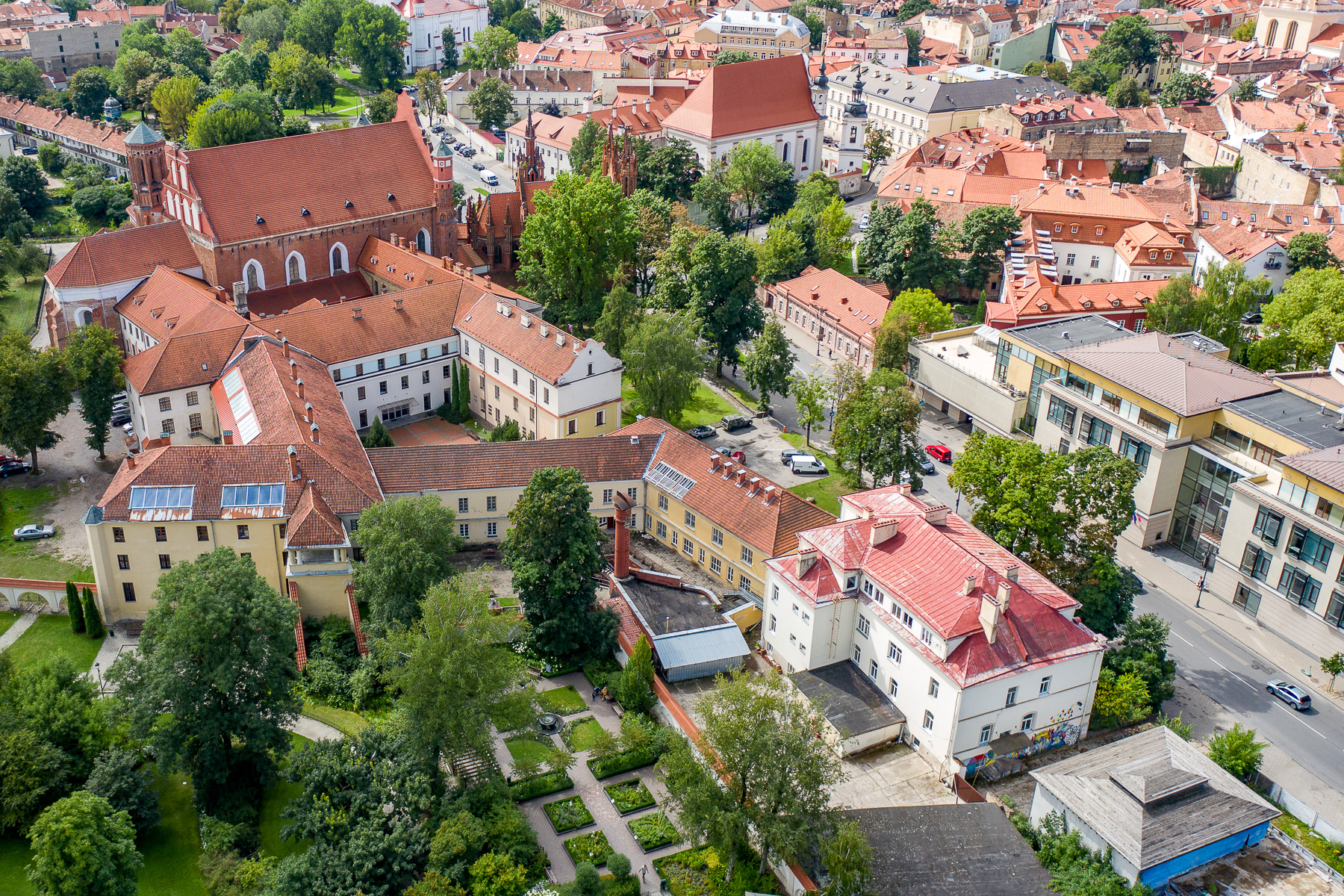
Campus

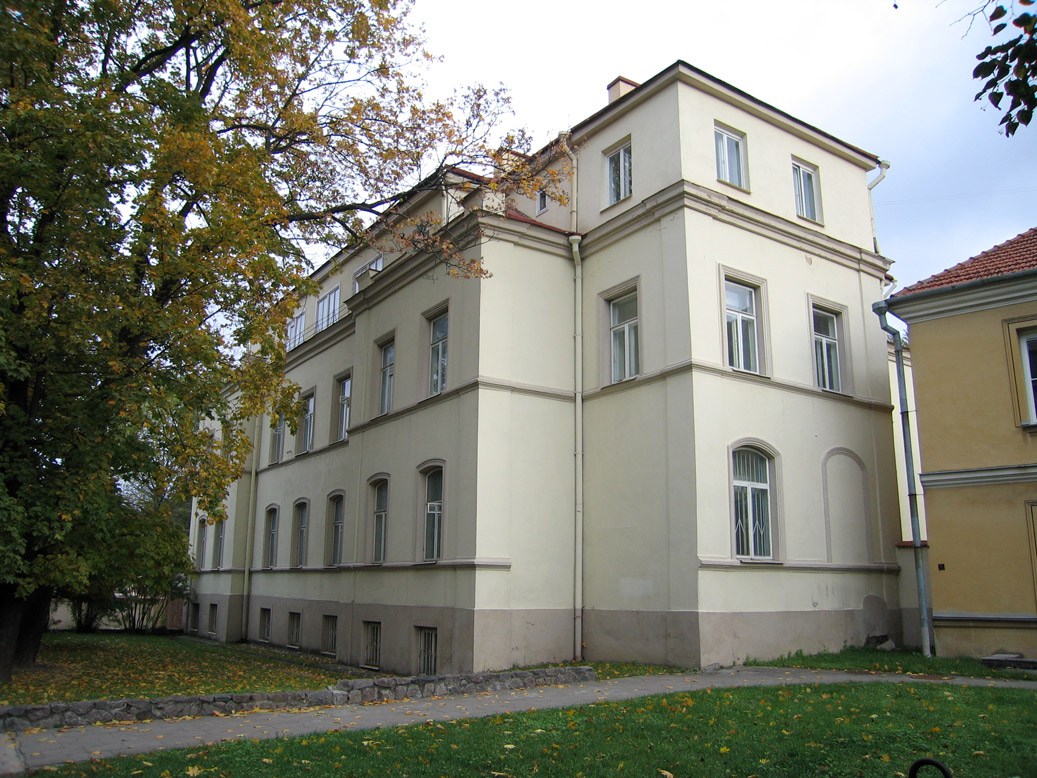
Gebäude der Kunstakademie Vilnius

Die Kunstakademie Vilnius (Lit.: Vilniaus dailės akademija) mit Sitz in Vilnius ist die bedeutendste Kunsthochschule Litauens, eine universitäre Hochschule. Der Hauptsitz befindet sich in der Altstadt Vilnius.

## Geschichte
Die Kunstakademie führt ihre Gründung auf die 1793 eröffnete Architekturfakultät der Universität Vilnius zurück. Bis 1832 wurden sukzessive Abteilungen für das gesamte Spektrum der Bildende Kunst aufgebaut: Malerei und Zeichnen (1797), Skulptur und Kunstgeschichte (1803), Gravur und Grafik (1805).
1940 wurde die Akademie aus der Universität ausgegliedert. Während der deutschen Besetzung Litauens geschlossen, wurde sie 1944 wiedereröffnet.
Die Kunstakademie Vilnius spielte und spielt eine bedeutende Rolle für die Denkmalpflege in Litauen.

## Struktur
- Fakultät Kaunas
- Fakultät Klaipėda
- Fakultät Telšiai
- Fakultät Vilnius

## Akademiemuseum
Die Sammlung der Kunstakademie Vilnius wird vom 1994 in seiner heutigen Form gegründeten Akademiemuseum betreut und umfasst über 20.000 Inventarnummern. Das Museum betreut auch die Ausstellungshalle Titanikas, die Studierende, Absolventen und Lehrkräften sowie ausländischen Künstlern für Ausstellunge, Workshops und Konferenzen zur Verfügung steht. 

## Studenten
- Chaim Soutine (1893–1943), litauisch-französischer Maler
- Jacques Lipchitz (1891–1973), französischer Künstler
- Michel Kikoïne (1892–1968), belarussisch-russisch-französischer Maler
- Emmanuel Mané-Katz (1894–1962), russisch-französischer Maler und Illustrator
- Mark Matwejewitsch Antokolski (1843–1902), russischer Bildhauer
- Józef Bałzukiewicz (1867–1915), polnischer Maler
- Arūnas Gelūnas (* 1968), litauischer Museumsdirektor, Philosoph, Maler, Grafiker und Diplomat, Politiker, Kulturminister, Seimas-Mitglied
- Paulius Kulikauskas (* 1964), litauischer Politiker, Vizeminister, Architekt, Urbanist und Diplomat
- Povilas Mačiulis (* 1986), litauischer Politiker,  Vizebürgermeister von Kaunas
- Valentinas Mazuronis (* 1953), litauischer Architekt und Politiker, Parteivorsitzende von Darbo partija (leiboristai), Mitglied im Europaparlament,  Mitglied des Seimas und Umweltminister
- Radvilė Morkūnaitė-Mikulėnienė (* 1984), litauische Politikerin, Europarlamentarin und Seimas-Parlamentsvizepräsidentin, Ministerin für Bildung, Wissenschaft und Sport
- Patricija Poderytė (* 1961), litauische Musikerin und Politikerin, Vizeministerin der Kultur
- Josef Statkus (* 1968), litauischer Modedesigner, Kostümbildner für Mode und Theater
- Arūnė Stirblytė (* 1968), litauische Politikerin, Mitglied im Seimas
- Daina Urbanavičienė (* 1976), litauische Kulturmanagerin und Politikerin, Vizeministerin der Kultur
- Gintautė Žemaitytė (* 1973), litauische Kunstpädagogin und Politikerin, Vizeministerin der Kultur

## Ehrendoktor
- Stasys Eidrigevičius (2009)
- Vytautas Landsbergis (2003)
- Paul Uwe Dreyer (2000)
- Vytautas Kazimieras Jonynas (1996)
- Vytautas Kašuba (1994)
- Kazys Varnelis (1993)
- Vladas Drėma (1992)

## Ehrenprofessor
- Algirdas Petrulis (2005)
- Juozas Balčikonis (2003)
- Algimantas Švėgžda (1996)
- Feliksas Daukantas (1995)
- Liudvikas Strolis (1995)
- Petras Aleksandravičius (1995)
- Antanas Tamošaitis (1995)
- Alfonsas Andriuškevičius